# Bastutjärnen (Själevads socken, Ångermanland)
Bastutjärnen är en sjö i Örnsköldsviks kommun i Ångermanland och ingår i Gideälvens huvudavrinningsområde.